# 그란 투리스모 컨셉
《그란 투리스모 컨셉》(グランツーリスモ コンセプト, Gran Turismo Concept)은 그란 투리스모 시리즈의 자동차 경주 게임이다. 일본, 대한민국, 유럽에서는 발매하는데 성공했지만 미국에서의 발매는 거부되었다.

## 2001 도쿄
그란 투리스모 컨셉: 2001 도쿄는 일본에서 2002년 1월 1일 출시되었다.

## 2002 도쿄-서울
그란 투리스모 컨셉: 2002 도쿄-서울은 2002년 5월 16일에 발매되었다. 이 타이틀은 한국 첫 발매작이자 첫 한글화 작품, 거기에 국산차까지 등장을 하며 국내에 인기를 널리 알렸다. 이 타이틀은 아직 시판이 안된 컨셉카들을 목적으로 해서, 모터쇼에나 볼 수 있는 차들을 넣으면서 직접 운전을 하게 만들었고, 그란 투리스모에서 자체적으로 만든 레이싱카들도 넣어서 사용자들이 쓸 수 있게 만들었다. 대한민국 차들은 현대 투스카니, 현대 베르나 랠리카, 그외 현대 컨셉카 등등 많은 국산차들이 들어갔고, 이 게임에서 현재 판매되고 있는 닛산 GT-R의 컨셉카가 나왔다.(이 타이틀의 표지모델)

## 2002 도쿄-제네바
그란 투리스모 컨셉: 2002 도쿄-제네바는 2002년 6월 17일 유럽에서 출시되었다.